# Tefé (tiểu vùng)
Tefé là một tiểu vùng thuộc bang Amazonas, Brasil, Brasil. Tiều vùng này có diện tích 39862 km², dân số năm 2007 là 90581 người.